# Herb Rzepina
Herb Rzepina – jeden z symboli miasta Rzepin i gminy Rzepin w postaci herbu.

## Wygląd i symbolika
Herb przedstawia jelenia z uniesioną lewą kończyną kroczącego po zielonym polu. 
Wyobrażenie jelenia w herbie rzepińskim można wywodzić z dawnej obfitości zwierzyny łownej w pobliskich lasach.

## Historia
W dokumencie pochodzącym z 1379 roku w herbie Rzepina widniał skaczący jeleń, herbie z 1573 roku jeleń kroczył z uniesioną prawą kończyną na zielonym podłożu. Późniejsze dokumenty obrazują jelenia z uniesioną lewą kończyną. Zmiany dotyczyły jedynie pozycji i ułożenia ciała jelenia, czy też tła całego herbu. Herb ten używany był przez rodzinę von Waldow – panów ziemi torzymskiej, do której należał Rzepin około XIV wieku i którzy polowali w pobliskich lasach.